# Lucía Pérez Vizcaíno
Lucía Pérez Vizcaíno (Goó, O Incio, 5 de juliol de 1985) és una cantant gallega. Va representar a Espanya al Festival d'Eurovisió 2011 que es va celebrar a Düsseldorf (Alemanya), amb el tema "Que me quiten lo bailao", acabant en 23a posició amb 50 punts.
Coneguda cantant a Galícia, es va donar a conèixer a tot l'estat amb la seva participació en el programa Destino Eurovisión de TVE. El 18 de febrer de 2011 va ser escollida per a representar a Espanya al Festival d'Eurovisió amb la cançó "Que me quiten lo bailao", amb un 68% dels vots del públic del programa.